# Ján Chovanec
Ján Chovanec (sinh 22 tháng 3 năm 1984) là một cầu thủ bóng đá Slovakia thi đấu ở vị trí tiền vệ cho FC Nitra.

## Sự nghiệp câu lạc bộ
Anh được ký hợp đồng với Trnava vào tháng 7 năm 2013 và ra mắt cho đội trước Senica ngày 13 tháng 7 năm 2013.